# جو تورنر (لاعب كرة قدم)
جو تورنر (بالإنجليزية: Joe Turner)‏ (1 مارس 1872 في المملكة المتحدة - 20 نوفمبر 1950 في المملكة المتحدة) هو لاعب كرة قدم بريطاني (وحمل سابقاً جنسية المملكة المتحدة لبريطانيا العظمى وأيرلندا) في مركز الهجوم. لعب مع ستوك سيتي ونادي إيفرتون ونادي ساوثهامبتون ونادي غيلينغهام ونادي نورثامبتون تاون وDresden United F.C. ‏ وEastleigh Athletic F.C. ‏.